# Sterculia lanceifolia
Sterculia lanceifolia är en malvaväxtart som beskrevs av William Roxburgh. Sterculia lanceifolia ingår i släktet Sterculia och familjen malvaväxter. Inga underarter finns listade i Catalogue of Life.